# 리처드 2세 (희곡)

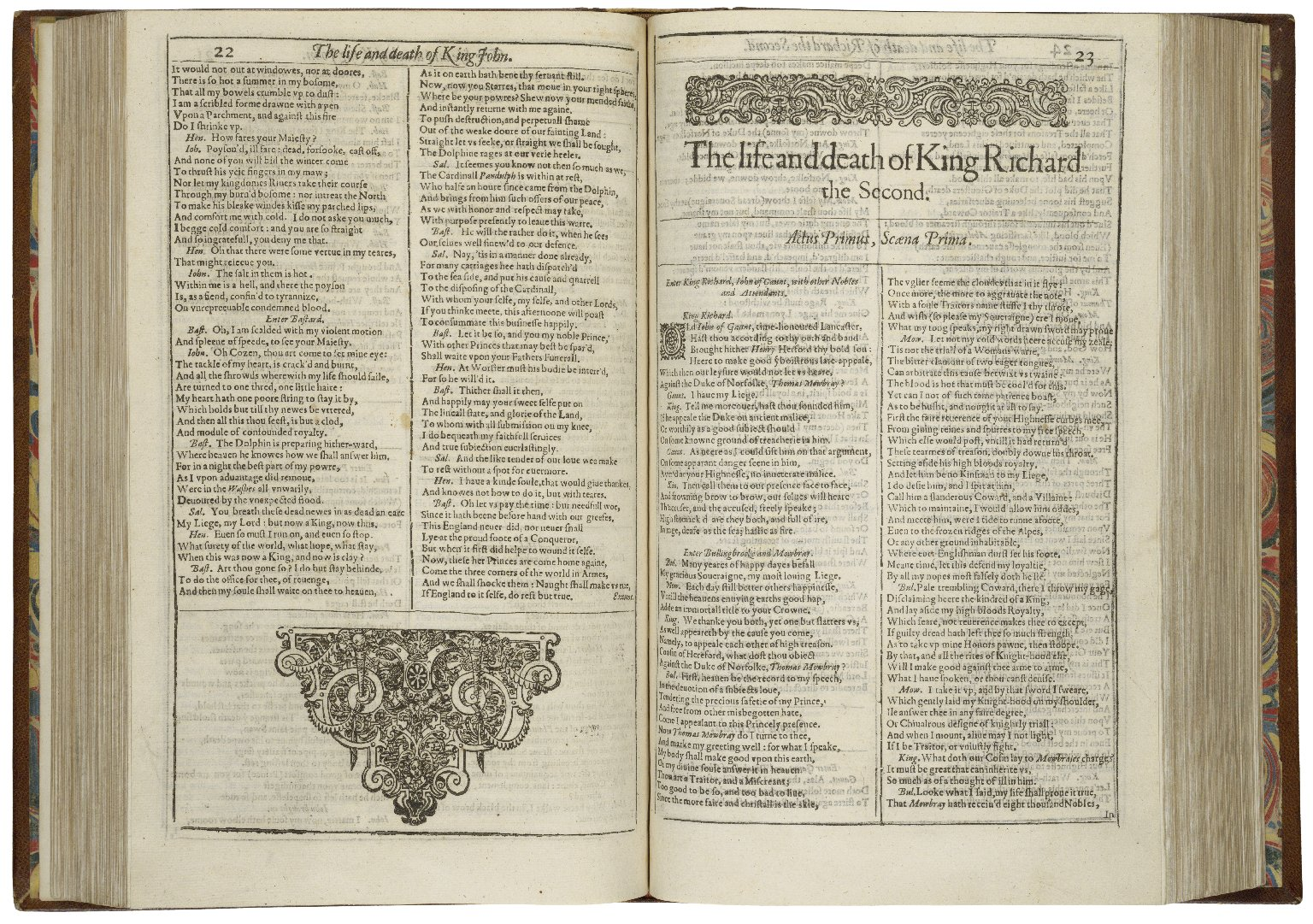
1623년 퍼스트 폴리오에 인쇄된 'Richard II'의 첫 번째 페이지

《리처드 2세》(영어: King Richard the Second)는 약 1595년에 쓰여진 것으로 여겨지는 영국의 극작가 윌리엄 셰익스피어의 역사 희극이다. 잉글랜드 왕 리처드 2세 (1377-1399)의 삶에 기반을 두고 있으며 일부 학자들에 의해 헨리 아드(Henriad)라고 불리는 사적단의 첫 부분이며, 리처드의 후계자들에 관한 3개의 연극이(헨리 4세, 1부과 헨리 4세, 2부, 헨리 5세) 뒤 따랐다.

## 배경
＜리처드 2세＞는 1377년 즉위해 1399년 폐위된 리처드 플랜태저넷의 통치 말기를 그리고 있다. 아버지 에드워드 흑태자(Edward, the Black Prince)가 조부인 에드워드 3세보다 먼저 사망함으로써 10세라는 어린 나이에 왕위에 오른 리처드는 숙부이자 섭정인 랭커스터 공작 곤트의 존(John of Gaunt)을 비롯한 막강한 왕족들의 영향력으로부터 자유롭지 못했다. 통치 후반기에야 강력한 경쟁 세력을 제거함으로써 실권을 획득했으나, 실패한 원정 전쟁들로 인한 왕실 재정 파탄과 이를 메우기 위한 중과세 정책이 농민 봉기를 초래하는 등 통치 기간 내내 실정을 거듭했다. 결정적으로, 1397년 귀족들의 정쟁에 휘말린 사촌 헤리퍼드 공작 볼링브로크의 헨리를 해외로 추방했으나 1399년 귀국해 반란을 일으킨 그에 의해 폐위당하고 이듬해 감옥에서 33세의 나이로 사망한다. ＜리처드 2세＞는 이 불운한 왕의 마지막 3년을 기록한 극이다.